# 영월군의 국회의원
다음은 영월군의 국회위원 목록이다.

## 영월군의 역대 국회의원 일람
| 대수         | 이름           | 소속정당   | 임기                               | 선거구역                                | 개표결과    |      |
| ------------ | -------------- | ---------- | ---------------------------------- | --------------------------------------- | ----------- | ---- |
| 제1대        | 장기영(張基永) | 무소속     | 1948년 5월 31일 - 1950년 5월 30일  | 영월군 일원                             | 보기        |      |
| 제2대        | 태완선(太完善) | 무소속     | 1950년 5월 31일 - 1954년 5월 30일  | 영월군 일원                             | 보기        |      |
| 제3대        | 정규상(丁奎祥) | 자유당     | 1954년 5월 31일 - 1958년 5월 30일  | 영월군 일원                             | 보기        |      |
| 제4대        | 정규상(丁奎祥) | 자유당     | 1958년 5월 31일 - 1960년 7월 28일  | 영월군 일원                             | 보기        |      |
| 제5대 민의원 | 태완선(太完善) | 민주당     | 1960년 7월 29일 - 1961년 5월 16일  | 영월군 일원                             | 영월군 일원 | 보기 |
| 제6대        | 엄정주(嚴廷柱) | 민주공화당 | 1963년 12월 17일 - 1967년 6월 30일 | 영월군·정선군 일원                      | 보기        |      |
| 제7대        | 장승태(張承台) | 민주공화당 | 1967년 7월 1일 - 1971년 6월 30일   | 영월군·정선군 일원(제5선거구)           | 보기        |      |
| 제8대        | 장승태(張承台) | 민주공화당 | 1971년 7월 1일 - 1972년 10월 17일  | 영월군·정선군 일원(제5선거구)           | 보기        |      |
| 제9대        | 엄영달(嚴永達) | 신민당     | 1973년 3월 12일 - 1979년 3월 11일  | 영월군·평창군·정선군 일원(제5선거구)    | 보기        |      |
| 제9대        | 장승태(張承台) | 민주공화당 | 1973년 3월 12일 - 1979년 3월 11일  | 영월군·평창군·정선군 일원(제5선거구)    | 보기        |      |
| 제10대       | 장승태(張承台) | 민주공화당 | 1979년 3월 12일 - 1980년 10월 27일 | 영월군·평창군·정선군 일원(제5선거구)    | 보기        |      |
| 제10대       | 엄영달(嚴永達) | 신민당     | 1979년 3월 12일 - 1980년 10월 27일 | 영월군·평창군·정선군 일원(제5선거구)    | 보기        |      |
| 제11대       | 심명보(沈明輔) | 민주정의당 | 1981년 4월 11일 - 1985년 4월 10일  | 영월군·평창군·정선군 일원(제6선거구)    | 보기        |      |
| 제11대       | 고영구(高泳耉) | 민주한국당 | 1981년 4월 11일 - 1985년 4월 10일  | 영월군·평창군·정선군 일원(제6선거구)    | 보기        |      |
| 제12대       | 심명보(沈明輔) | 민주정의당 | 1985년 4월 11일 - 1988년 5월 29일  | 영월군·평창군·정선군 일원(제6선거구)    | 보기        |      |
| 제12대       | 신민선(辛敏善) | 한국국민당 | 1985년 4월 11일 - 1988년 5월 29일  | 영월군·평창군·정선군 일원(제6선거구)    | 보기        |      |
| 제13대       | 심명보(沈明輔) | 민주정의당 | 1988년 5월 30일 - 1992년 5월 29일  | 영월군·평창군 일원                      | 보기        |      |
| 제14대       | 심명보(沈明輔) | 민주자유당 | 1992년 5월 30일 - 1994년 5월 24일  | 영월군·평창군 일원                      | 보기        |      |
| 제14대       | 김기수(金基洙) | 민주자유당 | 1994년 8월 3일 - 1996년 5월 29일   | 영월군·평창군 일원                      | 보기        |      |
| 제15대       | 김기수(金基洙) | 신한국당   | 1996년 5월 30일 - 2000년 5월 29일  | 영월군·평창군 일원                      | 보기        |      |
| 제16대       | 김용학(金龍學) | 한나라당   | 2000년 5월 30일 - 2004년 5월 29일  | 영월군·평창군 일원                      | 보기        |      |
| 제17대       | 이광재(李光宰) | 열린우리당 | 2004년 5월 30일 - 2008년 5월 29일  | 태백시·영월군·평창군·정선군 일원        | 보기        |      |
| 제18대       | 이광재(李光宰) | 통합민주당 | 2008년 5월 30일 - 2010년 4월 28일  | 태백시·영월군·평창군·정선군 일원        | 보기        |      |
| 제18대       | 최종원(崔鍾元) | 민주당     | 2010년 7월 29일 - 2012년 5월 29일  | 태백시·영월군·평창군·정선군 일원        | 보기        |      |
| 제19대       | 염동열(廉東烈) | 새누리당   | 2012년 5월 30일 - 2016년 5월 29일  | 태백시·영월군·평창군·정선군 일원        | 보기        |      |
| 제20대       | 염동열(廉東烈) | 새누리당   | 2016년 5월 30일 - 2020년 5월 29일  | 태백시·횡성군·영월군·평창군·정선군 일원 | 보기        |      |
| 제21대       | 유상범(劉相凡) | 미래통합당 | 2020년 5월 30일 - 2024년 5월 29일  | 홍천군·횡성군·영월군·평창군 일원        | 보기        |      |
| 제22대       | 유상범(劉相凡) | 국민의힘   | 2024년 5월 30일 -                  | 홍천군·횡성군·영월군·평창군 일원        | 보기        |      |

## 같이 보기
- 태백시의 국회의원
- 평창군의 국회의원
- 정선군의 국회의원
- 횡성군의 국회의원
- 홍천군의 국회의원
- 태백시·영월군·평창군·정선군
- 태백시·횡성군·영월군·평창군·정선군
- 홍천군·횡성군·영월군·평창군